# Штур
Штур (њем. Stuhr) општина је у њемачкој савезној држави Доња Саксонија. Једно је од 47 општинских средишта округа Дипхолц. Према процјени из 2010. у општини је живјело 33.200 становника. Посједује регионалну шифру (AGS) 3251037.

## Географски и демографски подаци
Штур се налази у савезној држави Доња Саксонија у округу Дипхолц. Општина се налази на надморској висини од 20 метара. Површина општине износи 81,7 km². У самом мјесту је, према процјени из 2010. године, живјело 33.200 становника. Просјечна густина становништва износи 407 становника/km².

## Међународна сарадња
| Мјесто             | Држава    | Врста сарадње | Од    |
| ------------------ | --------- | ------------- | ----- |
| Ђер                | Мађарска  | контакт       | 2000. |
|                    | Француска | партнерство   | 1977. |
| Алкала де Гвадаира | Шпанија   | контакт       | 2000. |
| Сигулда            | Летонија  | партнерство   | 1989. |
| Извор              |           |               |       |